# Saint-Nazaire-d'Aude
Saint-Nazaire-d'Aude là một xã của Pháp, nằm ở tỉnh Aude trong vùng Occitanie. Người dân địa phương trong tiếng Pháp gọi là Saint nazairois.

## Hành chính
| Danh sách các xã trưởng                |                  |               |      |                                          |
| Giai đoạn                              | Giai đoạn        | Tên           | Đảng | Tư cách                                  |
| 1910                                   |                  | Jules Azéma   |      | Conseiller Général du Canton de Ginestas |
| tháng 3 năm 2001                       |                  | Régis Averous |      |                                          |
|                                        | tháng 3 năm 2001 | Gérard Pérez  |      |                                          |
| Tất cả các dữ liệu trước đây không rõ. |                  |               |      |                                          |

## Thông tin nhân khẩu
| Năm | 1962 | 1968 | 1975 | 1982 | 1990 | 1999  |
| --- | ---- | ---- | ---- | ---- | ---- | ----- |
| Dân số | 701  | 703  | 718  | 854  | 936  | 1 113 |
| From the year 1968 on: No double counting—residents of multiple communes (e.g. students and military personnel) are counted only once. |      |      |      |      |      |       |

## Nhân vật nổi bật
- Guillaume Bouzignac, (1587-1643)